# Lars Arvid Nilsen
Pour les articles homonymes, voir Nilsen.
Lars Arvid Nilsen (né le 15 avril 1965 à Notodden) est un athlète norvégien spécialiste du lancer du poids.

## Carrière

### Palmarès
| Date | Compétition                    | Lieu         | Résultat | Performance |
| ---- | ------------------------------ | ------------ | -------- | ----------- |
| 1986 | Championnats d'Europe          | Stuttgart    | 5e       | 20,52 m     |
| 1987 | Championnats du monde          | Indianapolis | 5e       |             |
| 1989 | Championnats de Norvège        | Norvège      | 1er      |             |
| 1990 | Championnats d'Europe en salle | Glasgow      | 10e      |             |
| 1990 | Championnats d'Europe          | Split        | 6e       | 20,13 m     |
| 1991 | Championnats du monde en salle | Séville      | 5e       |             |
| 1991 | Championnats de Norvège        | Norvège      | 1er      |             |
| 1991 | Championnats du monde          | Tokyo        | 3e       | 20,75 m     |

### Records
| Épreuve         | Performance | Lieu         | Date        |
| --------------- | ----------- | ------------ | ----------- |
| Lancer du poids | 21,22 m     | Indianapolis | 6 juin 1986 |